# 西贡圣室
西贡圣室（Thánh thất Sài Gòn）是一座高台教礼拜场所，位于越南胡志明市第五郡。
这座高台教圣室于1999年开始建造，2001年竣工，建成后成为西贡最大的高台教圣室之一，具有特殊的三层建筑。该庙也是西宁圣座的胡志明市办公室。